# ラタ (サンタクルーズ諸島)
ラタは、ソロモン諸島テモツ州の州都である。2019年の時点で553人が居住していた。宿泊可能なレストハウスがいくつかあり、郵便局、通信会社、多くの商店がある。
町内には、マキラ島及びホニアラに向かう小さな滑走路がある。船便は不定期だが、ホニアラやさらに外側の島への輸送が可能である。ネンドー島及びリーフ諸島周辺のカヌーでの移動も可能である。
主要な病院であるラタ病院は、ラタ町内にある。
唯一の定期的な航空便は、ソロモン航空である。RAMSI Regional Assistance Mission to the Solomon Islandsにより、隔週でヘリコプターも飛行している。
首都のホニアラから地理的に遠いため、2003年の民族紛争の際には、ラタには被害がなかった。
恐らく最も有名なラタ出身の人物は、ソロモン諸島出身のオーストラリア人モデルであり、ラタとメルボルンで育ったキャセイ・プリチャードである。
無料のアナログテレビ放送は、VHF帯の175.25MHzを用いた1チャンネルがあり、スポーツとニュースを放送している。ソロモン諸島の2つの通信会社の1つであるソロモンテレコムの子会社であるテレコムテレビジョンが行っている。